# Південний Дуз
Округ Південний Дуз (араб. معتمدية دوز الجنوبية) — округ в Тунісі. Входить до складу вілаєту Кебілі, займає центр та південний схід вілаєту. Адміністративний центр — місто Дуз. Станом на 2004 рік населення становило 17 187 осіб. У 2014 році населення зросло до 18 565 осіб.
Округ розташований на півдні країни, недалеко від південного узбережжя мінерального озера Шотт-ель-Джерід і кордону з Алжиром.